# Parque Nacional do Vale de Cuyahoga

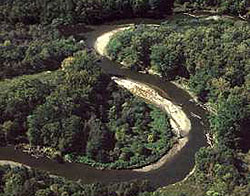
Rio Cuyahoga

Cuyahoga Valley National Park é um parque nacional localizado no nordeste do estado do Ohio, nos Estados Unidos.